# Functional Food
Functional Food (auch Nutraceutical – von englisch nutrition ‚Ernährung‘ und pharmaceutical ‚Pharmazeutikum‘), deutsch funktionelle Lebensmittel, sind Nahrungsmittel, die mit zusätzlichen Inhaltsstoffen angereichert sind und mit positivem Effekt auf die Gesundheit beworben werden. Besondere Wirkungen auf die Gesundheit sind jedoch wissenschaftlich nicht hinreichend gesichert.
Zugesetzt werden vor allem Vitamine, Mineralstoffe, Bakterienkulturen und ungesättigte Fettsäuren. Eine gesetzliche Definition für diese Produkte gibt es bislang in Europa nicht. Daher können sie als Lebensmittel des allgemeinen Verzehrs, wie z. B. probiotischer Joghurt oder als diätetisches Lebensmittel, wie z. B. mit Pflanzensterinen angereicherte Margarine sowie auch als Wellness-Produkte, z. B. Getränke oder Milchprodukte mit Kräuterauszügen von Ginseng, Aloe Vera, Ginkgo oder Isomaltulose, auf dem deutschen Markt angetroffen werden.
Funktionelle Lebensmittel sind klar abzugrenzen von Nahrungsergänzungsmitteln, wie z. B. Vitamin- oder Mineralstoffpräparate, die in konzentrierter und dosierter Form, wie Tabletten oder Pulvern, angeboten werden.

## Geschichte und Vorläufer
Der Ursprung des Functional Food liegt in Japan. Dort dürfen entsprechend angereicherte Lebensmittel seit 1985 unter der Bezeichnung tokutei hokenyou shokuhin, kurz tokuho (englisch Food for specific health use (FOSHU); auf Deutsch: Essen für spezifischen Gesundheitsnutzen) vermarktet werden. In Japan gibt es für diese Produkte eine genaue Definition, und für sie darf auch mit Aussagen zur Gesundheitsförderung und Prävention von Krankheiten geworben werden. Damit ein Produkt das offizielle Tokuho-Label erhält, darf es nicht in Kapsel- oder Pulverform (Nahrungsergänzungsmittel) angeboten werden. Es muss sich um ein Lebensmittel handeln, das Teil der normalen Ernährung ist und mit einem Wirkstoff angereichert ist, dessen gesundheitsfördernde Wirkung wissenschaftlich nachgewiesen wurde.
Das Angebot dieser angereicherten Lebensmittel ist auch in Europa in den letzten Jahren stark angewachsen. Vorläufer des Functional Food sind in Deutschland und Österreich allerdings schon Ende des 19. Jahrhunderts auf den Markt gekommen. Beispiele sind Johann Hoff’sche Produkte (Malzextrakt-Gesundheitsbier, Malzschokolade oder Malzbonbons), Ovomaltine, die Produkte der deutschen Tropon-Werke oder Somatose-Nahrungsmittel.

## Beispiele
Die bekanntesten Functional-Food-Produkte sind Joghurts mit Bakterienkulturen, die mit dem Zusatz „probiotisch“ verkauft werden. Fruchtsäfte werden zum Beispiel mit den Vitaminen A, C und E angereichert, Brot mit Omega-3-Fettsäuren und Iod, Margarine mit pflanzlichen Sterinen. Die gesundheitsfördernde Wirkung der meisten Zusätze ist bislang nur durch Laborversuche oder in der Theorie belegt, wissenschaftliche Studien dazu stehen bislang in den meisten Fällen aus. Umstritten ist auch die Frage, ob es beispielsweise bei Vitaminen überhaupt eine Unterversorgung bei großen Teilen der Bevölkerung gibt, so dass eine Ergänzung sinnvoll ist. Ein weiteres Beispiel sind Produkte der Marke Evolus auf der Basis fermentierter Milch, für die in klinischen Studien eine leichte blutdrucksenkende Wirkung gezeigt wurde.
In Japan und in den USA werden auch Functional-Food-Produkte angeboten, die entweder die Denkleistung („Brain Food“) erhöhen oder schöner machen sollen („Beauty Food“).

## Die häufigsten Zusätze in Functional Food
- Probiotika: Milchprodukten werden häufig probiotische Milchsäurebakterien zugesetzt, die die natürliche Darmflora verbessern sollen.
- Präbiotika: Präbiotika sind unverdauliche Kohlenhydrate, zum Beispiel Inulin. Sie sollen im Dickdarm die Vermehrung der probiotischen Bakterien fördern.
- Omega-3-Fettsäuren: Omega-3-Fettsäuren gehören zu den mehrfach ungesättigten Fettsäuren, die vor allem in Fischöl als Triglyceride enthalten sind. Sie können vom Körper nicht selbst hergestellt werden, sondern müssen mit der Nahrung aufgenommen werden. Diese Fettsäuren sollen vor Herz-Kreislauf-Erkrankungen schützen und den Cholesterinspiegel senken.
- Sekundäre Pflanzenstoffe: Zu den so genannten sekundären Pflanzenstoffen zählen u. a. Carotinoide, Polyphenole und Sterole. Ihnen wird unter anderem eine antioxidative Wirkung und die Bekämpfung freier Radikale zugeschrieben, die Förderung der Immunabwehr und die Senkung des Cholesterinspiegels.
- Vitamine: Die Vitamine C und E gelten als starke Antioxidantien und damit wirkungsvoll zur Prävention von Zellschäden und Krebserkrankungen.
- Folsäure: Folsäure hat einen positiven Effekt auf das Herz-Kreislaufsystem; ein Mangel in der Schwangerschaft kann zu Missbildungen des Embryos führen.
- Ballaststoffe: Ballaststoffe werden nicht durch die körpereigenen Enzyme aufgespalten und haben eine positive Wirkung auf die Verdauung.
- Mineralstoffe: Zu den Mineralstoffen zählen Iod, Magnesium, Eisen und Calcium. Iod soll Erkrankungen der Schilddrüse vorbeugen, Calcium vor Osteoporose schützen.

## Kritik
- Der gesundheitliche Nutzen vieler Zusätze ist bislang nicht nachgewiesen, es liegen keine wissenschaftlichen Studien vor.
- Die Dosierung von zugesetzten Mineralstoffen und Vitaminen lässt sich vom Verbraucher kaum kontrollieren; bei fettlöslichen Vitaminen könnte es zu einer gesundheitsschädlichen Überdosierung durch den Verzehr mehrerer Functional Food-Produkte kommen.
- Auch Bonbons und Süßwaren werden mit Vitaminen und Mineralstoffen versetzt, so dass der Anschein erweckt wird, dass deren Verzehr trotz ihres hohen Zuckeranteils die Gesundheit fördert.
- Die Deutsche Gesellschaft für Ernährung beurteilt Functional Food kritisch. In einer Stellungnahme heißt es: „Functional Food ist grundsätzlich keine Garantie für eine bedarfsgerechte und ausgewogene Ernährung. Ernährungsfehler lassen sich auch durch den Verzehr von funktionellen Lebensmitteln nicht beseitigen.“[5]

## Zur rechtlichen Situation
Für Lebensmittel gilt in Deutschland ein Verbot für „krankheitsbezogene“ Werbung. So darf zum Beispiel nicht damit geworben werden, dass ein Lebensmittel Kinder vor Osteoporose im Alter schützt. Viele Werbeaussagen zu Functional Food wie „unterstützt die Immunabwehr“ bewegen sich in einer rechtlichen Grauzone, gelten aber noch als zulässig.
Das Bayerische Staatsministerium für Ernährung, Landwirtschaft und Forsten stellt verschiedene Forderungen auf, die Functional Food-Produkte erfüllen sollten:
1. Bei funktionellen Lebensmitteln sollte es sich ausschließlich um übliche Lebensmittel als Bestandteil der täglichen Mahlzeiten handeln, nicht zum Beispiel um Nahrungsergänzungsmittel.
2. Funktionelle Lebensmittel sollten eine Modifikation gegenüber einem herkömmlichen Lebensmittel aufweisen, die auch im Endprodukt identifizierbar ist.
3. Die Modifikation muss einen für den Verbraucher konkreten nachweislichen Nutzen über die übliche (basale) Nährstoffversorgung hinaus bieten.

Mittels dieser Anforderungen sei es möglich, Produkte als funktionell zu identifizieren und von „normalen“ Produkten abzugrenzen.
Abgesehen davon taucht der Begriff Functional Food bislang in keiner Rechtsnorm auf. Die entsprechenden Produkte fallen unter das allgemeine Lebensmittelrecht beziehungsweise unter die Rahmenrichtlinien für Diätetische Lebensmittel. Bei Nährstoffen oder Lebensmitteln, die in der EU bisher in geringem Umfang verzehrt werden, greift die Novel Food Verordnung vom 12. Mai 1997.
Hinsichtlich der werblichen Herausstellung gesundheitlicher Zusatznutzen gilt seit Juli 2007 die sogenannte Health-Claims-Verordnung der Europäischen Union. Diese soll die Möglichkeit der Werbung mit nicht belegten gesundheitlichen Wirkungen stark einschränken.